# Radikal 168
Radikal 168 mit der Bedeutung „lang“ ist eines von neun traditionellen Radikalen der chinesischen Schrift mit  acht Strichen.  
Mit einer einzigen Zeichenverbindung in Mathews’ Chinese-English Dictionary kommt es extrem selten vor. Im Kangxi-Wörterbuch hingegen waren noch 55 Schriftzeichen unter diesem Radikal zu finden.
Das moderne Kurzzeichen 长 in der Volksrepublik China reduziert das Ausgangszeichen auf seine wesentlichen Elemente und lässt seinen Ausgang noch erkennen. In einer älteren Schreibvariante 镸 wird lediglich der „Fuß“ des Zeichens verändert, nur mit dieser Variante werden die Zeichenverbindungen erstellt.
Im Piktogramm sind die Haare so lang, dass sie gebunden werden müssen. Später wird noch eine Haarnadel in das Schriftzeichen gesteckt. Das soll eine erwachsene Person darstellen. Die Haare sind Zeichen des Älterwerdens. Das Orakelzeichen lässt eine Gestalt mit wilden Haaren erkennen, die offenbar am Stock geht. Als Einzelzeichen bedeutet es wachsen, älter sein.
Heute fungiert das Zeichen meist als Lautträger wie in 怅 (= enttäuscht sein), 伥 (= Handlangerdienste leisten), 张 (= öffnen, spannen), 帐 (= Zelt, Schutzdach) oder 胀 (= sich ausdehnen).

## Schriftzeichenverbindungen, die vom Radikal 168 regiert werden
| Striche | Zeichen     |
| ------- | ----------- |
| +0      | 長 镸 长    |
| +03     | 䦇 镹       |
| +04     | 镺          |
| +05     | 䣱 䦈 䦉 镻 |
| +06     | 䦊          |
| +08     | 镼          |
| +11     | 䦋          |
| +12     | 镽          |
| +14     | 镾          |

 Im Unicodeblock Kangxi-Radikale ist das Radikal 168 unter der Codepointnummer 12.199 (U+2FA7) codiert.